# Banjica koncentrationslejr
Banjica var en koncentrationslejr oprettet af Nazi-Tyskland under 2. verdenskrig i det besatte Serbien, der er opkaldt efter Beogradforstaden af samme navn. Koncentrationslejren anvendtes i starten som et fængsel for gidsler, men senere omfattede de internerede jøder, serbere, romaer, tilfangetagne jugoslaviske partisaner og andre modstandere af det tredje Rige. Lejrens registre opregner navnene på 23.637 fanger, hvoraf 4.286 blev henrettet eller døde.
Lejren var i funktion fra juni 1941 til september 1944. Den blev ledet af tyske besættelsesmagt, under kommando af Gestapoofficer Willy Friedrich, sammen med Srpska državna straža (dansk: ~ Den serbiske nationalgarde). Den serbiske administrator var Svetozar Vujković, en førkrigs politibetjent, hans stedfortræder var Đorđe Kosmajac, begge var berygtede for deres sadisme.
De første, der blevet henrettet som repressalie i slutningen af juni -41, var "kommunister og jøder". Den første massehenrettelse i Banjica fandt sted den 17. december 1941, hvor 170 fanger blev skudt.

## Koncentrationslejrens drift
Lejren var især beregnet for serbere anklaget for at være kommunister, royalister, eller på anden måde modsætte sig besættelsen, selv om 900 jøder og 300 romaer også passerede gennem lejren i løbet af krigen. Fangerne blev indbragt af tyske styrker og Serbisk særlige politi. De serbiske vagter rapporteres at have været endnu mere brutal end den tyske besættelsesmagt overfor de indsatte. Serbisk "sonderpolizei", ledet af Ilija Paranos og Bozidar Bećarević, indbragte 4.456 fanger, af dem blev 1.409 henrettet, 31,6% af det samlede dødstal i koncentrationslejren. Resten blev indbragt af tyske styrker, hovedsageligt SS, 11.311 anholdt, af dem blev 1.872 dræbt, og Gestapo 1.773 anholdt, af dem blev 326 dræbt. Før henrettelsen blev de fleste forhørt og tortureret på den mest brutale måde.
Landsbyen Jajinci nær Beograd fungerede som en henrettelsesplads for fangerne fra Banjicalejren. Nogle kilder beretter om massemord på 250-450 jøder, der blev henrettet den 17. oktober 1941 på et sted kaldet Trostruki surduk, blev bragt dertil fra Banjica koncentrationslejr.
En af fangerne i Banjicalejren var Toma Petrović, som var den britiske ambassadørs chauffør, der forsøgte at skjule en mængde våben og sprængstoffer, der var blevet efterladt i den britiske ambassade anlæg, men blev forrådt til Gestapo.
De indsatte blev tilbageholdt af Beograd civile administration, den serbiske National Guard, Dimitrije Ljotics frivillige enheder og serbiske retter fra hele landet. Gestapo, serbisk særlig politistyrke og den serbiske National Guard begået talrige masse skyderier.
Flere tusinde fanger blev braget til lejren iMauthausen og Auschwitz.

## Mindesmærke for de dræbte
Et første mindesmærke blev rejst i 1963 på et område uden offentlig adgang. I 1983 blev mindesmærket udvidet og museet åbnet for almindelige besøgende. I Banjicamuseets findes mange objekter, der tilhørte de indsatte, blandt andet fotos, tegninger og håndlavede kunstværker, udstillet.